# Ebba Pauli (konstnär)
Ebba Anna Margareta Pauli, född 28 januari 1899 i Stockholm, död 2 april 1987 i Stockholm, var en svensk målare.
Hon var dotter till medicine licentiat Gustaf Albert Pauli och Anna Hilda Rudolfina Smitt. Hon var gift 1918–1928 med ryttmästare Carl Ridderstad och andra gången från 1956 med agronomie doktor Gerhard Alexis Rappe. Hon var mor till konstnären Britta Ridderstad Bengtsson och violinisten Soldan Ridderstad, samt brorsdotter till Georg Pauli och James Pauli.
Pauli studerade vid Edward Berggrens målarskola i Stockholm 1926–1927 och under ett stort antal studieresor i Europa, bland annat till Frankrike, Grekland och Spanien samt Nordafrika. Separat ställde hon ut på Gummesons konsthall 1933 och medverkade med Sveriges allmänna konstförenings utställningar i Stockholm och med Svenska konstnärernas förenings utställningar på Konstakademien. Hennes konst består av porträtt, modellstudier och nature mortes i olja eller akvarell. Hon hade sin ateljé i det lilla lusthuset Snokhem som hör till Christinelunds ägor i Vassmolösa. Pauli är begravd på Djursholms begravningsplats.